# Garden-Route-Nationalpark
Der Garden-Route-Nationalpark (englisch Garden Route National Park) ist ein Nationalpark in Südafrika. Er wurde am 6. März 2009 durch die Zusammenlegung des Wilderness-Nationalparks, der Knysna National Lake Area, des Tsitsikamma-Nationalparks und anderer staatlicher Ländereien gegründet.

## Natur
Der Nationalpark erstreckt sich entlang eines Küstenstreifens am Indischen Ozean von Wilderness im Westen über Knysna bis zum Kap St. Francis bei St. Francis Bay. Die Küstenlandschaft bei Wilderness mit ihren Seen, Flussläufen, Meeresarmen und Stränden liegt vor üppigen Wäldern und erhabenen Bergen. Entlang ruhiger Flüsse verlaufen Naturpfade durch dichte Wälder. Die zerklüfteten Felsstöcke der Knysna Heads verbinden die Lagune von Knysna mit dem Indischen Ozean. Die Lagune ist Lebensraum der gleichnamigen Seepferdchenart und einer großen Zahl an Meerestieren und -pflanzen. Sandbänke und Salzmarschen bieten vielen Lebewesen einen optimalen Lebensraum. Entlang der Küste zwischen Kap St. Francis und Plettenberg Bay erstreckt sich ein 5,5 Kilometer breiter Streifen des küstennahen Meeres. Die Vegetation ist sehr üppig und vielfältig. Der dichte Wald ist einer der letzten Urwälder Südafrikas. Aus den Tsitsikamma-Bergen fließen dank der hohen Niederschlagsmengen viele Wasserläufe dem Meer zu.

## Bildergalerie

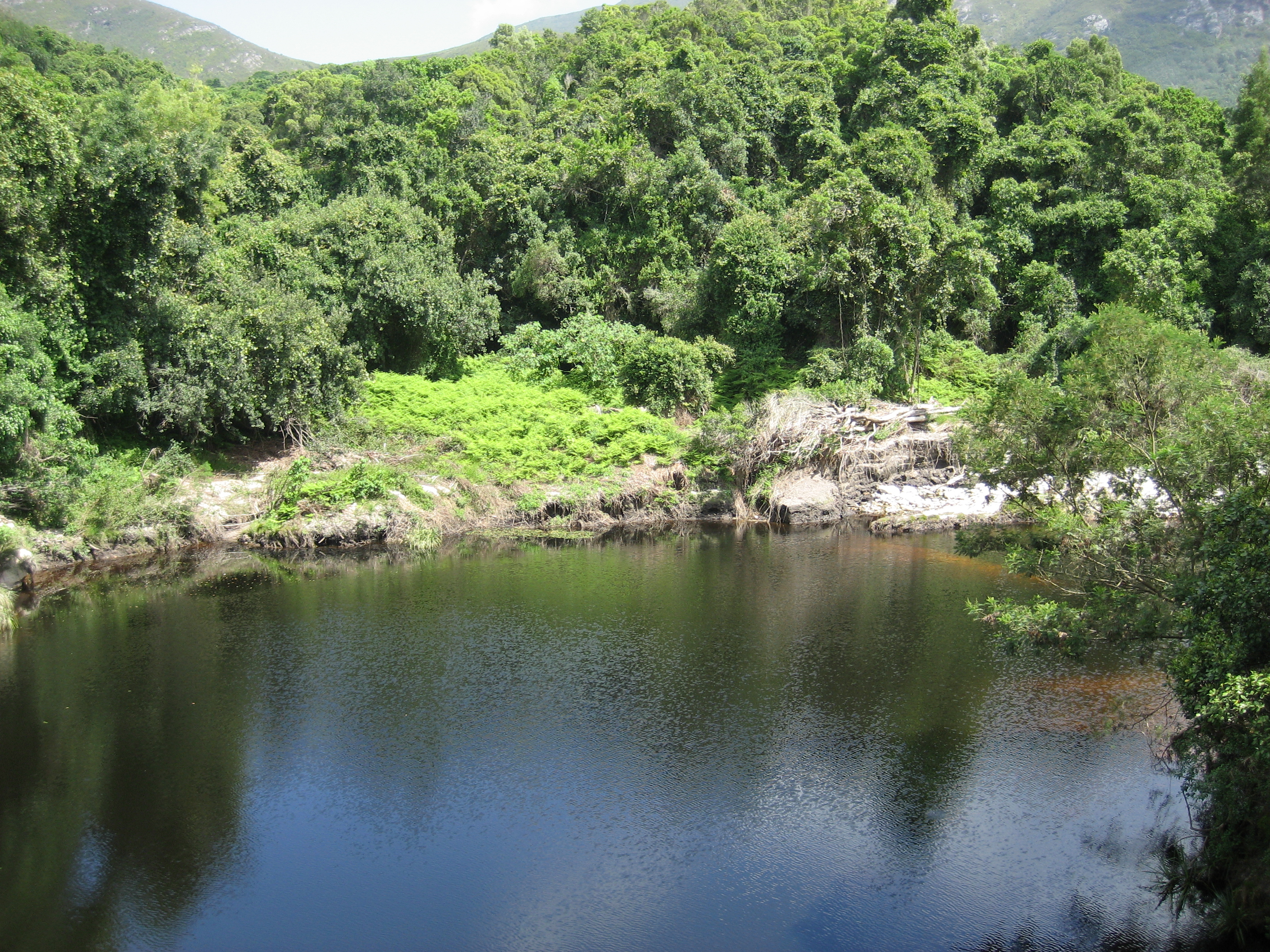
Ehem. Wilderness-Nationalpark
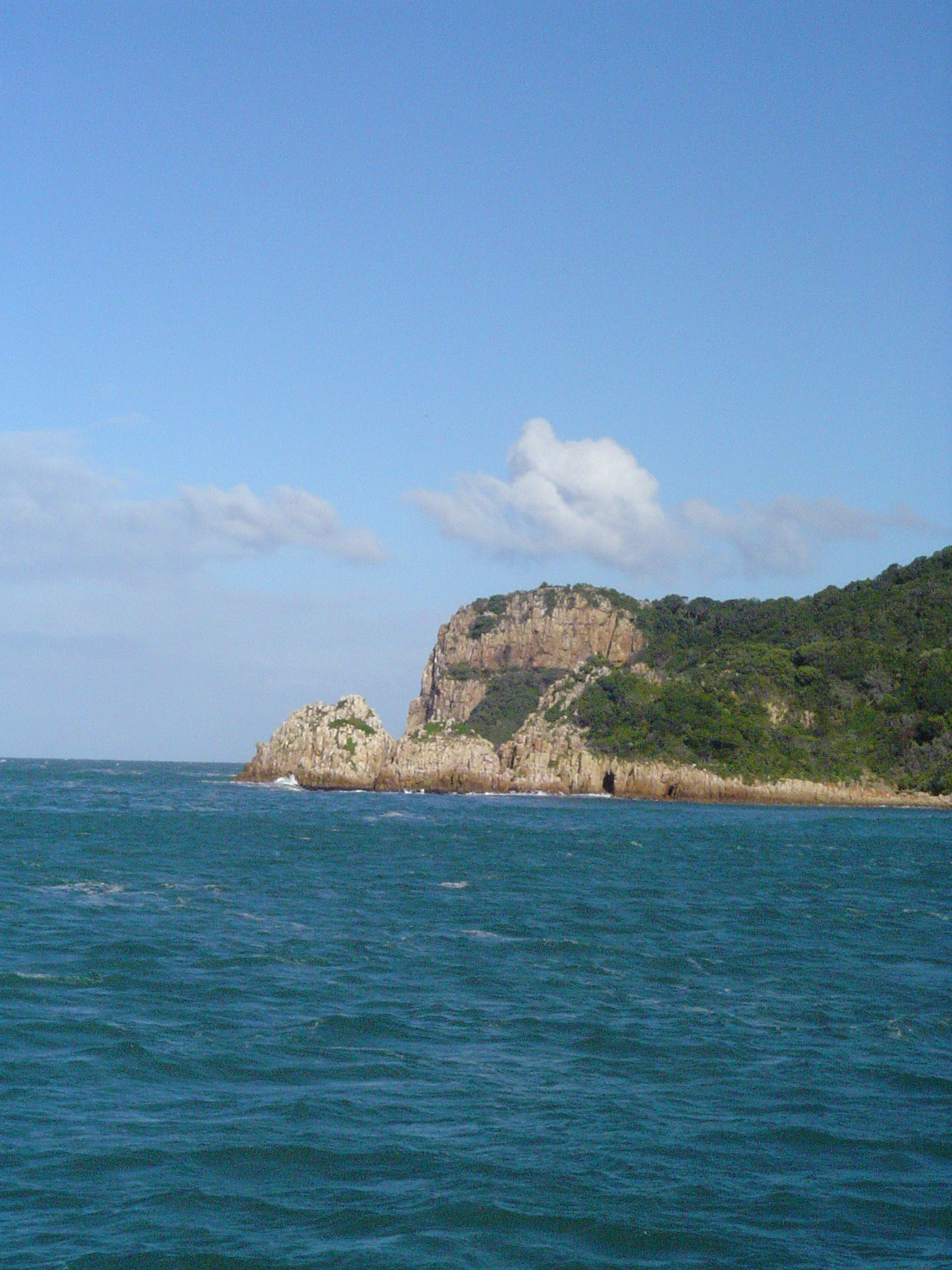
Knysna Heads
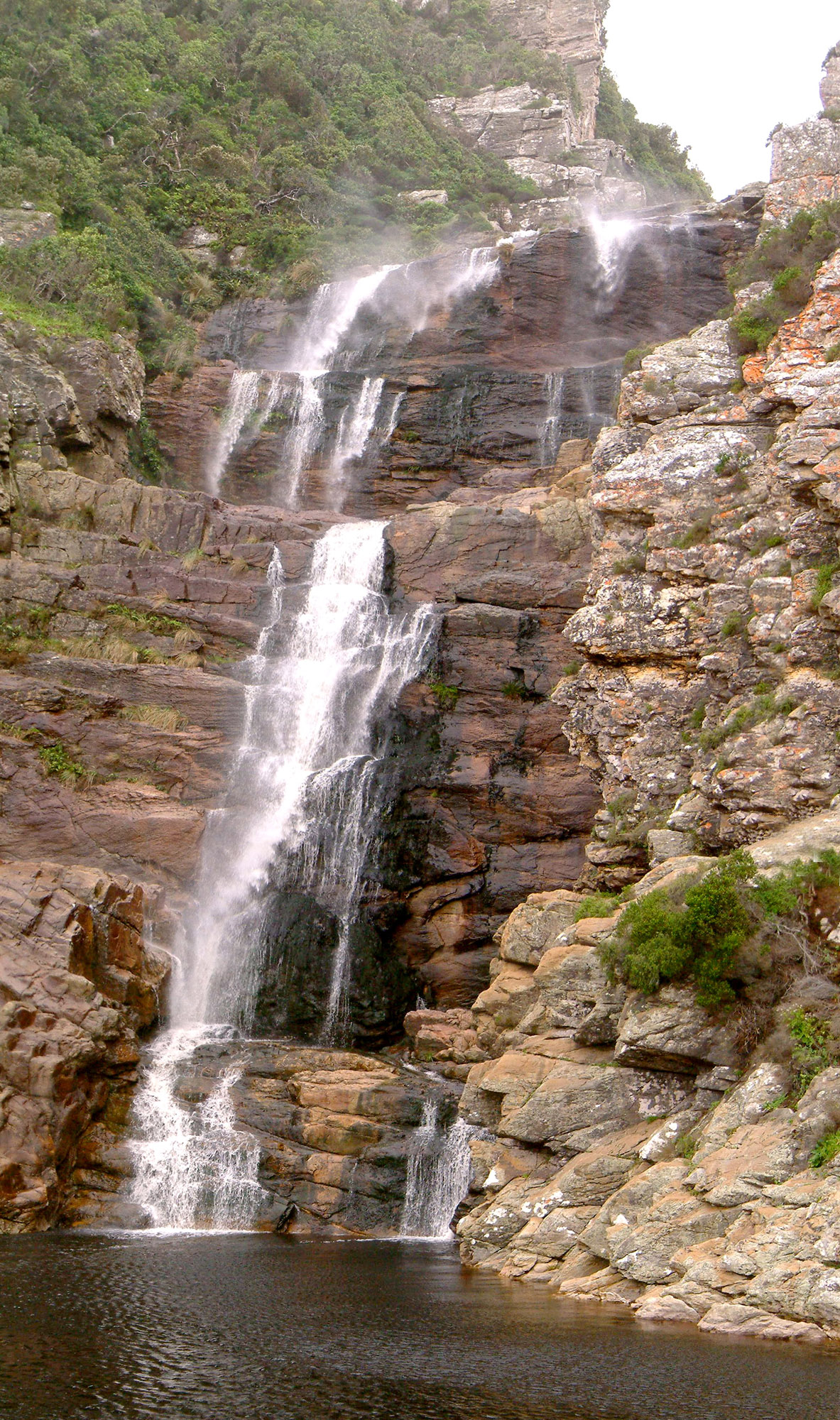
Der Wasserfall zu Beginn des Otter Trails
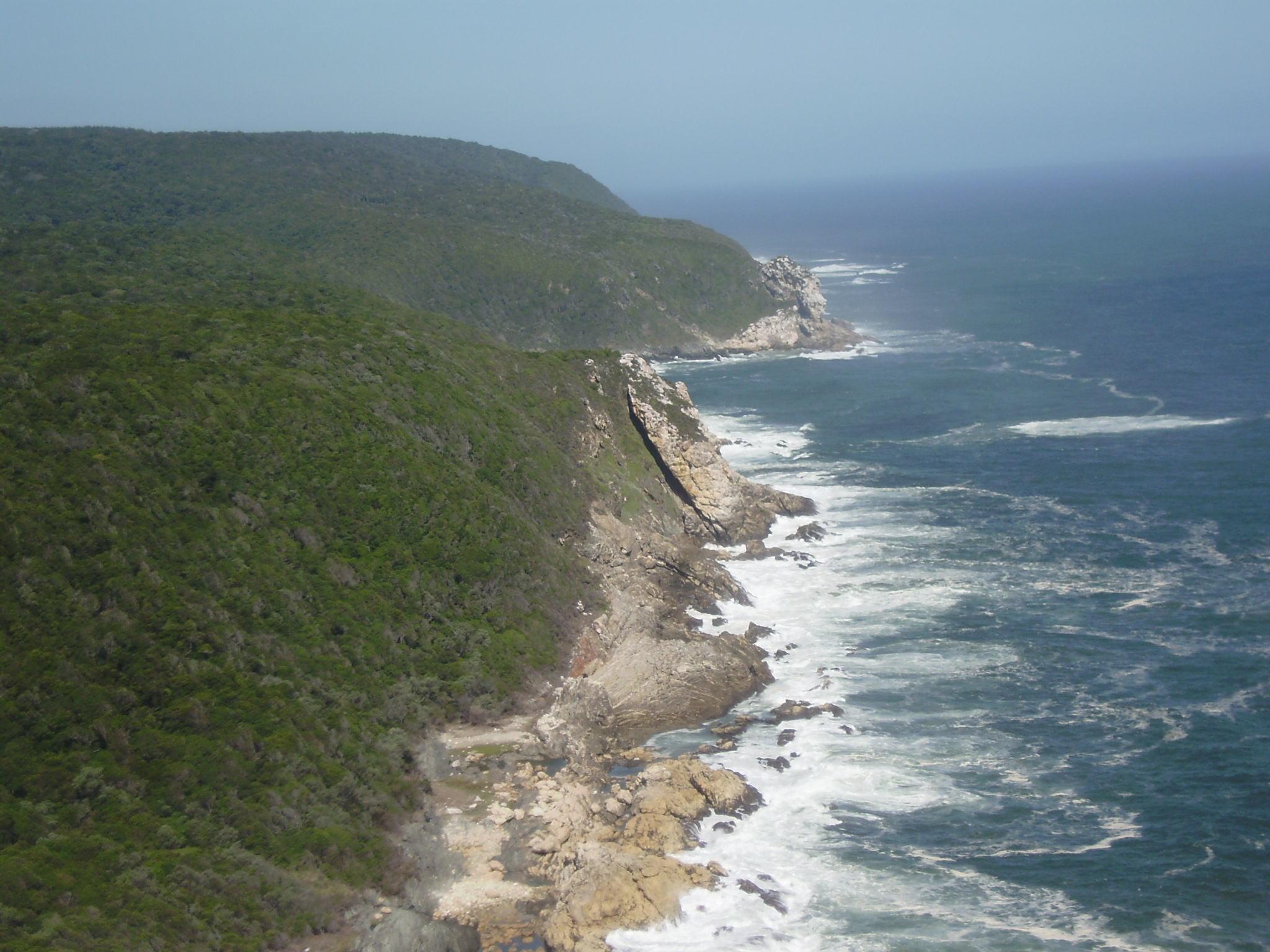
Küstenabschnitt des ehem. Tsitsikamma-Nationalparks

## Nachweise
1. ↑  Gründung des Garden-Route-Nationalparks. Department of Environmental Affairs and Tourism, 6. März 2009, archiviert vom Original am 28. Juni 2009; abgerufen am 9. März 2009 (englisch).